# Verkiezingen voor het Europees Parlement 2009/Kandidatenlijst/De Groenen
Hieronder staat de kandidatenlijst van de De Groenen voor de Europese Parlementsverkiezingen 2009.

## Kandidatenlijst
1. Otto ter Haar
2. Rascha Wisse
3. Marijn Freriks
4. Trudy van der Hoop van Slochteren
5. Paul Berendsen
6. Nora Borsboom
7. Wim Wolbrink sr.
8. Wim Sweers

CDA · 
PvdA ·
VVD ·
GroenLinks ·
SP ·
CU-SGP ·
D66 ·
Newropeans ·
Europa Voordelig! & Duurzaam ·
Solidara ·
PvdD ·
Europese Klokkenluiders Partij ·
De Groenen ·
PVV ·
Liberaal Democratische Partij ·
Partij voor Europese Politiek ·
Libertas